# Weißaugenschwalbe
Die Weißaugenschwalbe (Pseudochelidon sirintarae), auch als Weißaugen-Trugschwalbe, Sirintaraschwalbe oder Sirintara-Schwalbe bezeichnet, ist eine von zwei Arten aus der Gattung der Trugschwalben (Pseudochelidon) innerhalb der Familie der Schwalben. Sie ist nur von einem Überwinterungsplatz am Bueng Boraphet in Zentral-Thailand bekannt. Vermutlich ist sie ausgestorben, da es seit 1980 keine zuverlässigen Nachweise mehr gegeben hat. Mit dem Art-Epitheton wird die thailändische Prinzessin Maha Chakri Sirindhorn geehrt.

## Beschreibung
Die Weißaugenschwalbe erreicht eine Länge von 18 Zentimetern. Der Kopf und das Kinn sind samtschwarz mit einem bläulichen Glanz. Die Oberseite und der Schwanz sind glänzend grünschwarz und kontrastieren mit einem silbrigweissen Bürzelband. Die Flügel sind schwarz und weisen eine hellbraune Färbung entlang der Innenfahnen auf. Die Unterseite ist schwarz und hat einen bläulichgrünen Glanz. Charakteristisch sind zwei 9 Zentimeter lange mittlere Schwanzfedern mit dünnen drahtähnlichen Wimpeln. Die Augen sind weiß. Der Schnabel ist grünlichgelb mit einer schwarzen Spitze. Die Beine sind fleischfarben. Bei den juvenilen Vögeln sind Kopf und Unterseite braun. Bei ihnen fehlen die verlängerten Schwanzfedern.

## Vorkommen und Lebensraum

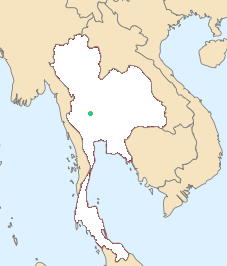
Verbreitungsgebiet der Weißaugenschwalbe in Thailand

Die Weißaugenschwalbe wurde vom thailändischen Ornithologen Kitti Thonlongya entdeckt, der 1968 neun Exemplare sammelte. Die Vögel wurden am größten Süßwassersee Thailands, dem Bueng Boraphet, in der Provinz Nakhon Sawan mit Netzen gefangen. Die Weißaugenschwalbe wurde immer nur zwischen November und Februar am See beobachtet, so dass angenommen wird, dass die Region um den Buen Boraphet ein Überwinterungsgebiet der Art darstellt. Die Brutgebiete wurden hingegen nie entdeckt.

## Status
1971 wurde ein Pärchen für kurze Zeit im Dusit-Zoo in Bangkok gehalten. Im Februar 1978 wurden sechs erwachsene und im Januar 1980 vier juvenile Exemplare am Bueng Boraphet beobachtet. Unbestätigte Sichtungen soll es 1986 in Thailand und 2004 in Kambodscha gegeben haben.
Trotz des gesetzlichen Schutzes wurde die Weißaugenschwalbe gejagt und für die gläubigen Buddhisten als Nahrung verkauft. Mindestens 120 Exemplare wurden von professionellen Vogeljägern erlegt und auf Märkten angeboten. Andere mögliche Gründe für den Rückgang der Art waren die Zerstörung der Ruheplätze, die Störung der Flusssandbänke, Überflutungen sowie die Veränderung der Hydrologie durch Staudämme. Am Buen Boraphet wurde 1975 eine Jagdverbotszone eingerichtet. Zudem wird die Weißaugenschwalbe in Anhang I des CITES-Abkommens gelistet.